# Arsuk (città)
Arsuk è un piccolo villaggio della Groenlandia del sud, fondato nel 1805; ospita 140 abitanti (2005) e il suo nome in groenlandese significa il luogo amato. Appartiene al comune di Sermersooq; si affaccia a ovest e a sud sul Mare del Labrador e a est sul fiordo di Arsuk, che termina con il ghiacciaio di Arsuk; si trova a 61°10'N 48°27'O.